# 渡辺沙鴎
渡辺 沙鷗（わたなべ さおう、文久3年12月21日（1864年1月29日） - 大正5年（1916年）10月15日）は、名古屋生まれの書家。名は周、沙鷗は号で、別号に飛清閣主・清華道人・東海道人などがある。若い頃は清華と号した。

## 業績
明治時代に活躍した能書で、鶴門四天王の一人。明治時代後期、書を芸術に組み入れようと、「日本書道会」などで展覧会を主宰し、後人の育成にも尽力した。

## 略歴
文久3年12月（1864年1月）名古屋に生まれる。幼いときから書を水谷魯堂に学び、12歳のとき中京でその名も高い恒川宕谷（1819年 - 1907年）に師事した。天与の才があり、15歳にして早くも数多い門弟中、助教授に抜擢され、手本を執筆した。明治22年（1889年）上京し、日下部鳴鶴の門に入り、その後、鳴鶴の勧めで、巖谷一六、中林梧竹を訪ねる。日本郵船に勤務の傍ら、鳴鶴・梧竹の益を受け、特に梧竹の書論の影響を受けた。そして中国の碑帖、元・明より六朝・漢・魏に至る古典を探究し、格調の高い独自の書風を確立した。
明治40年（1907年）7月、「日本書道会」が創立し、沙鷗は野村素軒・中根半嶺・久志本梅荘らとともに幹事に選ばれた。そして、明治44年（1911年）6月、沙鷗主宰の「日本書道会」第1回展覧会が、両国の回向院で開催された。40歳代に書いた楷書体の代表作『詩小雅天保』（ししょうがてんぽう）の明るく素朴な書風から、その手腕のほどが窺える。大正5年（1916年）東京にて52歳で没した。墓所は雑司ヶ谷霊園。

## 梧竹の影響
沙鷗は『筆之友』（明治33年（1900年）に創刊された「書道奨励協会」発行の書道雑誌）で、「余の書道研究と梧竹先生の書論」と題して次のように中村梧竹の書論を紹介している。

「現今、師匠の流儀によって型の如き書で満足している者の多いのは誠に遺憾である」

「人にはそれぞれ個性がある。書には筆者の個性が表現されていなければならない」

「書に限らずすべての芸術は人格の表現である。書学を修むる者は徒らに筆論の末技のみに腐心せず、その根本たる精神修養の一大事に考え及ばねばならない」

「書の研究方法としては、日本は勿論、唐宋、六朝辺の大家の書を自分の血肉とし、その後においてはじめて自己の本領を発揮すべきである」

また、文中、沙鷗は、「梧竹先生の説に従い、先生の指導を仰ぎながらその通り学んだ」と述べている。

## 門人
門人に大橋不染（1873年 - 1922年）がいる。沙鷗同様、50歳という若さで他界しているが、比田井天来は、「大橋君は立派に完成して居った」と賛辞を惜しまなかったという。